# هرم تصویر
هرم تصویر یک نمایش چند مقیاسی با وضوح‌های متفاوت از یک تصویر است که با کاهش نمونه‌ی تدریجی تصویر، برای تولید یک مجموعه سلسله مراتبی از تصاویر کاهش وضوح  یافته ایجاد شده است. هرم تصویر در کارهای مختلف بینایی کامپیوتری و پردازش تصویر، مانند تشخیص ویژگی، تشخیص اشیا، ترکیب تصویر و فشرده سازی تصویر مورد استفاده است.

نمایش یک هرم تصویر پایین‌گذر با ۵ لایه

## ایجاد هرم
به طور کلی دو دسته هرم تصویر وجود دارد: هرم پایین‌گذر و میان‌گذر.
هرم پایین گذر با اعمال یک فیلتر صاف کننده مناسب بر روی تصویر و متعاقبا کاهش اندازه آن، معمولا با ضریب ۲ در هر جهت مختصات تولید می شود.سپس این تصویر کوچک شده در معرض همان فرآیند قرار می گیرد و چندین بار تکرار می شود.با هر تکرار، تصویر کوچک تر و صاف تر می شود، اما تراکم نمونه برداری فضایی (یعنی وضوح تصویر)کاهش می یابد.اگر به صورت بصری نشان داده شود، نمایش چند مقیاسی یک شکل هرمی را شکل می دهد، که در آن تصویر اصلی در پایه قرار دارد و هر تصویر کوچک تر بعدی در بالای تصویر قبلی قرار می گیرد.
از سوی دیگر، هرم میان‌گذر با محاسبه تفاوت بین تصاویر در سطوح مجاور در هرم و انجام درون یابی تصویر بین این سطوح وضوح مجاور ایجاد می شود. این کار امکان محاسبه تفاوت های پیکسلی بین تصاویر را فراهم می کند. هرم های میان‌گذر حاوی اطلاعات متفاوت بین سطوح هرم هستند. آن ها با درون یابی سطوح مجاور به اندازه یکسان، کم کردن آن ها برای یافتن تفاوت پهنای باند و انباشت این تصاویر پهنای باند در یک هرم ساخته می شوند. هرم های میان‌گذر علاوه بر محتوای با فرکانس پایین صاف شده، اطلاعات جزئیات بین مقیاس ها را نیز ثبت می کنند.

## هسته‌های تولید هرم
هنگام ساخت هرم تصاویر، می‌توان از انواع مختلفی از فیلترهای هموار کننده استفاده کرد. برخی از معروف‌ترین آن‌ها را در اینجا ذکر می‌کنیم.

### هسته دوجمله‌ای
فیلترهای دوجمله‌ای که بر اساس ضرایب دوجمله‌ای است، گزینه‌ای مناسب از لحاظ نظری هستند. آن‌ها با اعمال یک فیلتر پایین‌گذر کوچک مانند (1/4، 1/2، 1/4) چندین بار در هر جهت قبل از نمونه‌برداری، تصویر را هموار می‌کنند. این روش به صورت فشرده اطلاعات را در چندین مقیاس ثبت می‌کند. برای انعطاف‌پذیری، می‌توان با حذف برخی از مراحل نمونه‌برداری، مقیاس‌های میانی را تولید کرد و یک هرم با نمونه‌برداری بیشتر ایجاد کرد.

### هرم گوسی
در هرم گوسی، تصاویر بعدی با استفاده از میانگین گوسی (مات کردن گوسی) و کاهش مقیاس وزن‌دهی می‌شوند.هرم‌های گوسی از کرنل‌های فیلترینگ گوسی گسترده‌تر برای هموار کردن استفاده می‌کنند. این روش تاثیر مات کننده نرم‌تری دارد اما از لحاظ محاسباتی سنگین‌تر است. هر پیکسل نماینده‌ای از میانگین محلی وزن‌دهی شده گوسی از سطح پایین‌تر است.

### هرم لاپلاسی
هرم لاپلاسی بسیار شبیه به هرم گوسی است، اما به جای تصاویر مات شده، تصاویر تفاوت بین سطوح را ذخیره می‌کنند.نها پایین ترین سطح شامل یک تصویر بدون تفاوت است که بازسازی تصویر اصلی با وضوح بالا را با استفاده از تصاویر متفاوت در سطوح بالاتر ممکن می کند. این روش اغلب در فشرده سازی تصویر به کار می رود.

### هرم پایدار
هرم‌های پایدار هرم‌هایی پیشرفته، چند مقیاسی و چند جهتی هستند. آن‌ها از فیلترهای قابل کنترل استفاده می‌کنند که در هر سطح می‌توانند در جهت‌های مختلف قرار گیرند. این امکان به آن‌ها کمک می‌کند تا اطلاعات غنی‌تری در مورد ویژگی‌ها و بافت‌های تصویر برای وظایفی مانند شناسایی اشیاء ثبت کنند. این هرم برای کاربردهایی مانند فشرده‌سازی تصویر، سنتز بافت و شناسایی اشیاء استفاده می‌شود. همچنین می‌توان آن را نسخه حساس به جهت گیری هرم لاپلاسین در نظر گرفت، که در آن به جای یک فیلتر لاپلاسین یا گاوسی، مجموعه‌ای از فیلترهای قابل هدایت در هر سطح هرم استفاده می‌شود.